# Universitatea din Anzi (Venezuela)

Universitatea din Anzi (spaniolă: Universidad de Los Andes, ULA) este a doua cea mai veche universitate din Venezuela. Sediul central se află în Mérida, Venezuela. ULA este cea mai mare universitate publică din Anzii venezueleni, având unul dintre corpurile studențesti cele mai mari din țară.

## Istorie

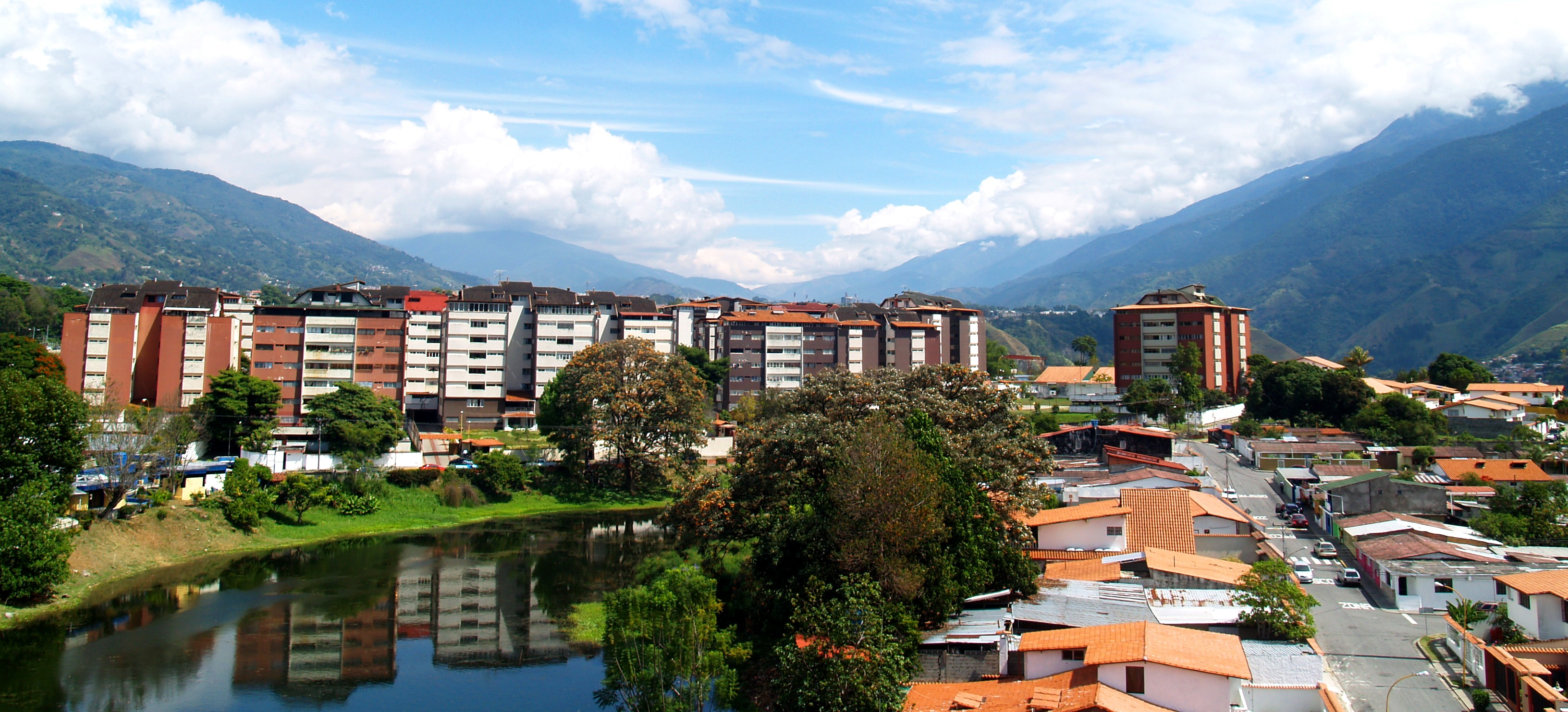
Mérida

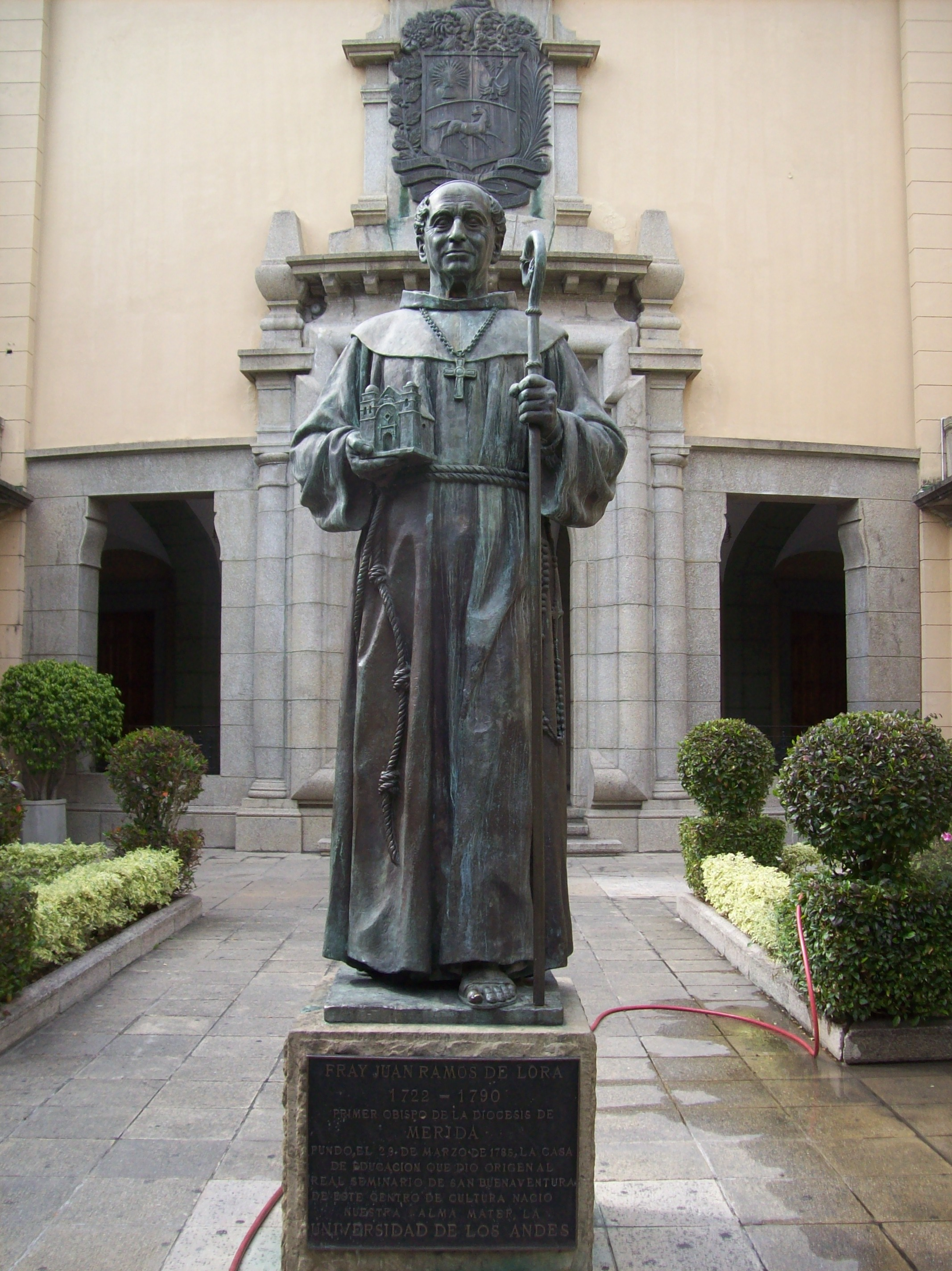
Juan Ramos de Lora, Fondatori și Rector din Universitatea

ULA a fost înființată inițial ca un seminar catolic în 29 martie 1785 de către episcopul de Mérida, Fray Juan de Ramos Lora. De Lora a numit institutul nou-infiintat "Real Colegio de San Buenaventura Seminario de Mérida", sau Seminarul Regal de Sfântul Bonaventura de Mérida. Școala a fost ridicată la rangul de Universitatea Regală din San Buenaventura de Mérida de los Caballeros în 21 septembrie 1810. Acest act a dat dreptul de a conferi diplome în Filosofie, Medicină, Drept Civil și Canonical, și Teologie (catolică). Universidad de Los Andes menține afilierea sa cu Biserica Catolică până în 1832, atunci când președintele Venezuelei, generalul José Antonio Páez, a promulgat un act declarând aceasta o instituție laica.
În prezent, Universidad de Los Andes operează două campusuri în Mérida, cu aproximativ o duzina de facultăți răspândite în tot orașul, precum și două campusuri-satelit în Tachira și Trujillo, alte state andine venezuelene.

## Academicienii
Universidad de Los Andes oferă programe de licență în arte, științe, literatură și științe umane, programe lungi și scurte, precum și cursuri de grade, post-universitare profesionale, programe magistrale și de doctorat, specializări, diplome, etc, reunind peste 50.000 de studenți și 6.000 de profesori pe campusurile Mérida.

### Unități Academice
| Facultatea de Arhitectură și Design - Scoala de Arhitectura - Scoala de Design Industrial Facultatea de Arte - Scoala de Performing Arts - Scoala de Arte Vizuale și Design grafic - Școala de muzică Facultatea de Informatică - Scoala de Fizica - Scoala de Matematică - Scoala de Biologie - Școala de Chimie Facultatea de Științe Economice și Sociale - Scoala de Administrarea Afacerilor - Scoala de Contabilitate - Scoala de Economia - Școala de Statistică Facultatea de Silvicultură și Știința Mediului - Școala de Silvicultură - Scoala de Geografie și Resurselor Regenerabile - Scoala de Inginerie forestiere Facultatea de Științe Politice și Judiciare | - Școala de Științe Politice - Școala de Criminologie - Școala de Drept Facultatea de Farmacie și Bioanaliza - Scoala de Bioanalisis - Scoala de Farmacie Facultatea de Științe Umaniste și Educație | - Școala de Educație Facultatea de Istorie - Școala de Limbi Moderne - Scoala de Scrisoare - Scoala de Media Facultatea de Inginerie - Scoala de Ingenierie Generale - Scoala de Inginerie civilă - Scoala de Inginerie Electrică - Scoala de Inginerie geologică - Scoala de Inginerie Mecanică - Scoala de Inginerie Chimică - Scoala de Ingineria Sistemelor Facultatea de Medicină - Scoala de Infermerie - Scoala de Medicina - Scoala de Nutritie Facultatea de Stomatologie - Scoala de Stomatologie |

### Admitere

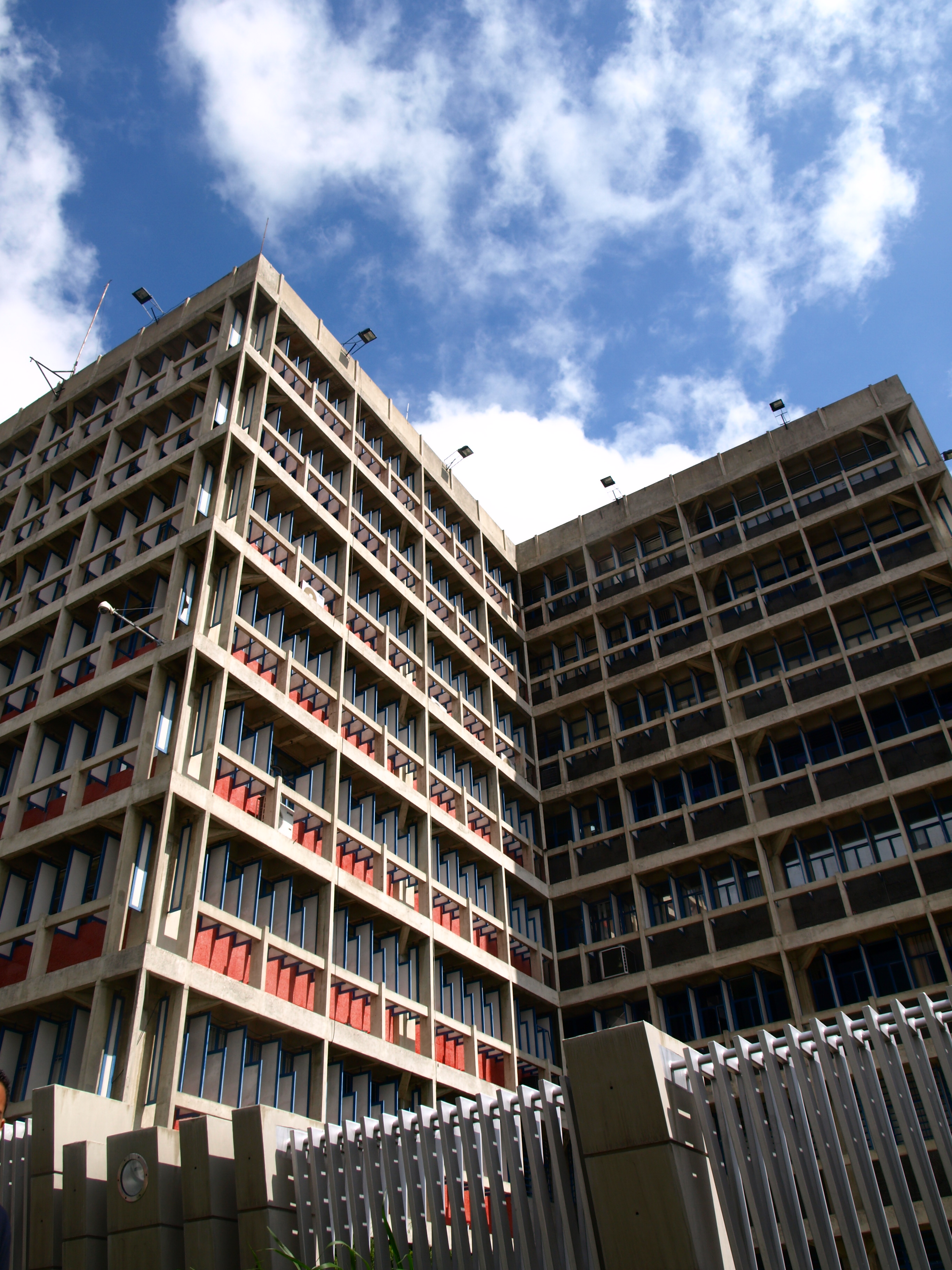
Facultatea de Ştiinţe Economice şi Sociale de la Universitatea din Anzi.

Accessul la Ula este foarte competitiv și, în general, mediate prin intermediul Venezuelei Planeacion Oficina Industriei de Universitario del (OPSU - Oficiul pentru Planificare Învățământul Superior), care supervizează clasele și teste standardizate pentru toți elevii înscriși Venezuelei în instituțiile de învățământ secundar. 

## Cercata
Ula este una dintre universitatile cel mai activ implicat în cercetare, în Venezuela, în mod constant situându-se printre primele două sau trei universități din Venezuela, în toate disciplinele. În 2009, Ula a fost clasată a 37-a din 437 universități din America Latină și institute de cercetare evaluate de clasamentul Iberoamericano de Instituciones de Investigacion. Ula a fost clasată în top 30 instituții de cercetare în America Latină în următoarele domenii: Matematica, de inginerie Civilă, Inginerie Electrica, Ingineria sistemelor, stiinta materialelor, Psihologie, Economie, și Științe Sociale.
Alte grupuri active de absolvenți de cercetare includ: Cinetica si Cataliza, Polymer Chimie, Fiziologie comportamentale, Biotehnologie, Enzimology, Parazitologie, Citology, Farmacologie, toxicologie, spectroscopie analitică și moleculară, Geofizică, Astrofizică, Fizica materiei condensate, Aplicata si Fizica Teoretica, Magnetism de solide, Calitatea Mediului Urban, Finante, dezvoltare antreprenoriala, Management Agricol, Criminologie, politică comparată, de mediu geopolitică, International Politics, Etnografie, Lingvistică, fonetica, Studii de gen, Arte din America Latină și Literatura, Studii medievale, etc.

## Activități sportive și culturale
Ula are, de asemenea, numeroase echipe universitate sportive, inclusiv fotbal, scrimă, gimnastică ritmică, tenis, baschet, înot, și atletism și performante companii de balet, cum ar fi artele Estable de la Ula, Teatro (Teatrul) Estable de la Ula, Coral (Corul ) Universitaria și Orfeon Universitario. Echipele lui Ula participă în mod regulat la Juvines (Venezolanos de Institutos de Educación Superior - venezueleană Jocuri de învățământ superior). Cu toate acestea, dominația echipelor atletice ale Ula a scăzut în ultimul deceniu.
Ula găzduiește, de asemenea spectacole anuale de balet și numeroase festivaluri de teatru și muzică (muzică clasică, tradițională, jazz, cântul, de Crăciun), deschise comunității.
Activitățile de informare se concentrează pe dezvoltarea tinerilor sportivi și artistici.

## Rectorii Universității din Anzi
| - Fray Juan Ramos De Lora (1782–1790) | - Pedro Juan Arellano (1858–1862) | - Manuel Antonio Pulido Méndez (1937–1941) |